# テキサス州の都市圏の一覧

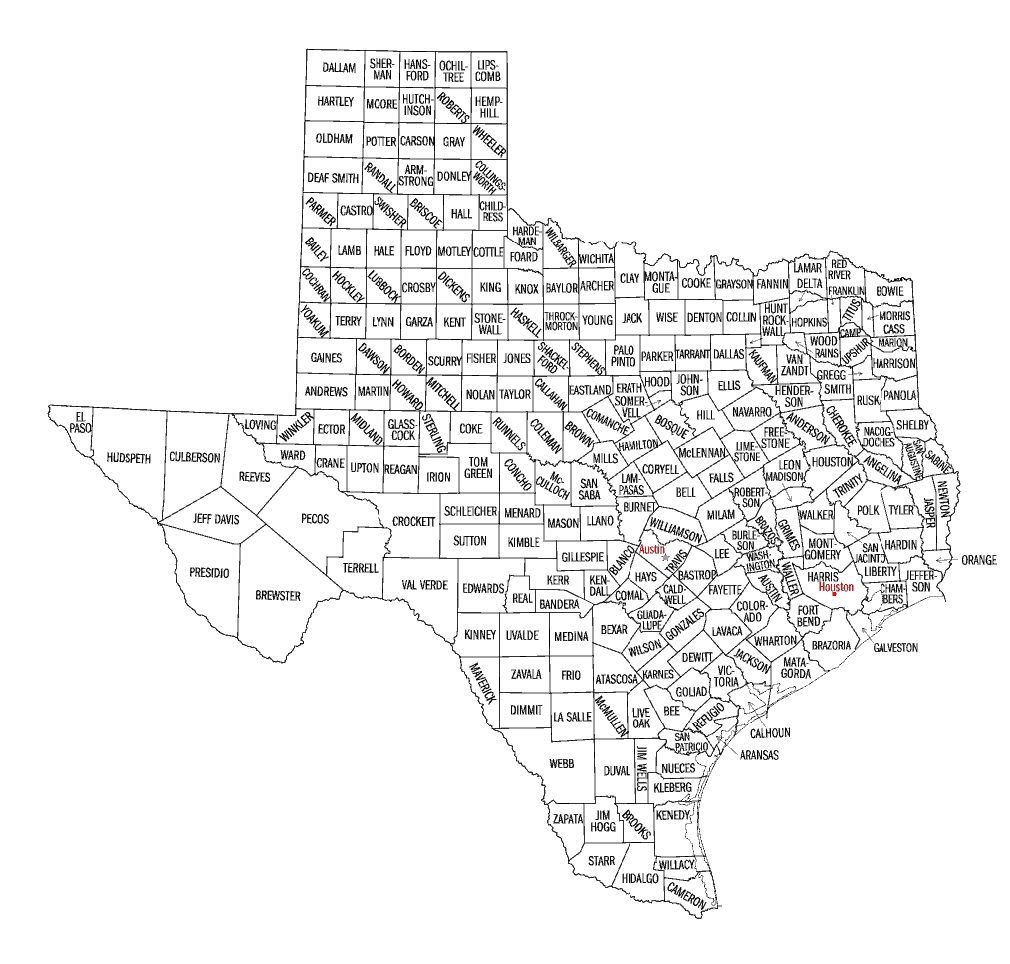
テキサス州の254郡を示す地図

本項目はテキサス州の都市圏の一覧（テキサスしゅうのとしけんのいちらん）である。
アメリカ合衆国国勢調査局は、テキサス州に合同統計地域（CSA/広域都市圏）13ヶ所、大都市統計地域（MSA/都市圏）26ヶ所、および小都市統計地域（μSA/小都市圏）41ヶ所を定義している。下表には、左列より以下の情報を示す。
- 合同統計地域（定義されている場合）の名称
- 合同統計地域の人口
- コアベース統計地域（大都市統計地域および小都市統計地域）の名称
- コアベース統計地域の人口
- 各統計地域に含まれる郡の名称
- 各統計地域に含まれる郡の人口

なお、下表においては、テキサス州と他州にまたがる合同統計地域およびコアベース統計地域については、名称と統計地域の総人口を青緑色で、テキサス州内の人口を黒色でそれぞれ示す。また、他州のコアベース統計地域および郡については、その名称と人口を緑色でそれぞれ示す。
下表における人口の数値はすべて2020年に行われた国勢調査時のものである。また、合同統計地域、コアベース統計地域（大都市統計地域・小都市統計地域）のいずれも、2023年7月21日時点での定義に従う。
| 合同統計地域                                               | 人口                | コアベース統計地域                                 | 人口           | 郡                           | 人口      |
| ---------------------------------------------------------- | ------------------- | -------------------------------------------------- | -------------- | ---------------------------- | --------- |
| ダラス・フォートワース広域都市圏                           | 8,157,895 8,111,828 | ダラス・フォートワース・アーリントン都市圏         | 7,637,387      | ダラス郡                     | 2,613,539 |
| ダラス・フォートワース広域都市圏                           | 8,157,895 8,111,828 | ダラス・フォートワース・アーリントン都市圏         | 7,637,387      | タラント郡                   | 2,110,640 |
| ダラス・フォートワース広域都市圏                           | 8,157,895 8,111,828 | ダラス・フォートワース・アーリントン都市圏         | 7,637,387      | コリン郡                     | 1,064,465 |
| ダラス・フォートワース広域都市圏                           | 8,157,895 8,111,828 | ダラス・フォートワース・アーリントン都市圏         | 7,637,387      | デントン郡                   | 906,422   |
| ダラス・フォートワース広域都市圏                           | 8,157,895 8,111,828 | ダラス・フォートワース・アーリントン都市圏         | 7,637,387      | エリス郡                     | 192,455   |
| ダラス・フォートワース広域都市圏                           | 8,157,895 8,111,828 | ダラス・フォートワース・アーリントン都市圏         | 7,637,387      | ジョンソン郡                 | 179,927   |
| ダラス・フォートワース広域都市圏                           | 8,157,895 8,111,828 | ダラス・フォートワース・アーリントン都市圏         | 7,637,387      | パーカー郡                   | 148,222   |
| ダラス・フォートワース広域都市圏                           | 8,157,895 8,111,828 | ダラス・フォートワース・アーリントン都市圏         | 7,637,387      | カウフマン郡                 | 145,310   |
| ダラス・フォートワース広域都市圏                           | 8,157,895 8,111,828 | ダラス・フォートワース・アーリントン都市圏         | 7,637,387      | ロックウォール郡             | 107,819   |
| ダラス・フォートワース広域都市圏                           | 8,157,895 8,111,828 | ダラス・フォートワース・アーリントン都市圏         | 7,637,387      | ハント郡                     | 99,956    |
| ダラス・フォートワース広域都市圏                           | 8,157,895 8,111,828 | ダラス・フォートワース・アーリントン都市圏         | 7,637,387      | ワイズ郡                     | 68,632    |
| ダラス・フォートワース広域都市圏                           | 8,157,895 8,111,828 | シャーマン・デニソン都市圏                         | 135,543        | グレイソン郡                 | 135,543   |
| ダラス・フォートワース広域都市圏                           | 8,157,895 8,111,828 | アセンズ小都市圏                                   | 82,150         | ヘンダーソン郡               | 82,150    |
| ダラス・フォートワース広域都市圏                           | 8,157,895 8,111,828 | グランベリー小都市圏                               | 61,598         | フッド郡                     | 61,598    |
| ダラス・フォートワース広域都市圏                           | 8,157,895 8,111,828 | コルシカーナ小都市圏                               | 52,624         | ナバロ郡                     | 52,624    |
| ダラス・フォートワース広域都市圏                           | 8,157,895 8,111,828 | デュラント小都市圏                                 | 46,067         | オクラホマ州ブライアン郡     | 46,067    |
| ダラス・フォートワース広域都市圏                           | 8,157,895 8,111,828 | ゲインズビル小都市圏                               | 41,668         | クック郡                     | 41,668    |
| ダラス・フォートワース広域都市圏                           | 8,157,895 8,111,828 | サルファースプリングス小都市圏                     | 36,787         | ホプキンス郡                 | 36,787    |
| ダラス・フォートワース広域都市圏                           | 8,157,895 8,111,828 | ボナム小都市圏                                     | 35,662         | ファニン郡                   | 35,662    |
| ダラス・フォートワース広域都市圏                           | 8,157,895 8,111,828 | ミネラルウェルズ小都市圏                           | 28,409         | パロピント郡                 | 28,409    |
| ヒューストン・パサディナ広域都市圏                         | 7,339,672           | ヒューストン・パサディナ・ザ・ウッドランズ都市圏   | 7,149,642      | ハリス郡                     | 4,731,145 |
| ヒューストン・パサディナ広域都市圏                         | 7,339,672           | ヒューストン・パサディナ・ザ・ウッドランズ都市圏   | 7,149,642      | フォートベンド郡             | 822,779   |
| ヒューストン・パサディナ広域都市圏                         | 7,339,672           | ヒューストン・パサディナ・ザ・ウッドランズ都市圏   | 7,149,642      | モントゴメリー郡             | 620,443   |
| ヒューストン・パサディナ広域都市圏                         | 7,339,672           | ヒューストン・パサディナ・ザ・ウッドランズ都市圏   | 7,149,642      | ブラゾリア郡                 | 372,031   |
| ヒューストン・パサディナ広域都市圏                         | 7,339,672           | ヒューストン・パサディナ・ザ・ウッドランズ都市圏   | 7,149,642      | ガルベストン郡               | 350,682   |
| ヒューストン・パサディナ広域都市圏                         | 7,339,672           | ヒューストン・パサディナ・ザ・ウッドランズ都市圏   | 7,149,642      | リバティー郡                 | 91,628    |
| ヒューストン・パサディナ広域都市圏                         | 7,339,672           | ヒューストン・パサディナ・ザ・ウッドランズ都市圏   | 7,149,642      | ウォーラー郡                 | 56,794    |
| ヒューストン・パサディナ広域都市圏                         | 7,339,672           | ヒューストン・パサディナ・ザ・ウッドランズ都市圏   | 7,149,642      | チェンバーズ郡               | 46,571    |
| ヒューストン・パサディナ広域都市圏                         | 7,339,672           | ヒューストン・パサディナ・ザ・ウッドランズ都市圏   | 7,149,642      | オースティン郡               | 30,167    |
| ヒューストン・パサディナ広域都市圏                         | 7,339,672           | ヒューストン・パサディナ・ザ・ウッドランズ都市圏   | 7,149,642      | サンジャシント郡             | 27,402    |
| ヒューストン・パサディナ広域都市圏                         | 7,339,672           | ハンツビル小都市圏                                 | 76,400         | ウォーカー郡                 | 76,400    |
| ヒューストン・パサディナ広域都市圏                         | 7,339,672           | エルカンポ小都市圏                                 | 41,570         | ワートン郡                   | 41,570    |
| ヒューストン・パサディナ広域都市圏                         | 7,339,672           | ベイシティ小都市圏                                 | 36,255         | マタゴルダ郡                 | 36,255    |
| ヒューストン・パサディナ広域都市圏                         | 7,339,672           | ブレナム小都市圏                                   | 35,805         | ワシントン郡                 | 35,805    |
| サンアントニオ・ニューブローンフェルズ・カービル広域都市圏 | 2,637,466           | サンアントニオ・ニューブローンフェルズ都市圏       | 2,558,143      | ベア郡                       | 2,009,324 |
| サンアントニオ・ニューブローンフェルズ・カービル広域都市圏 | 2,637,466           | サンアントニオ・ニューブローンフェルズ都市圏       | 2,558,143      | グアダルーペ郡               | 172,706   |
| サンアントニオ・ニューブローンフェルズ・カービル広域都市圏 | 2,637,466           | サンアントニオ・ニューブローンフェルズ都市圏       | 2,558,143      | コマール郡                   | 161,501   |
| サンアントニオ・ニューブローンフェルズ・カービル広域都市圏 | 2,637,466           | サンアントニオ・ニューブローンフェルズ都市圏       | 2,558,143      | メディナ郡                   | 50,748    |
| サンアントニオ・ニューブローンフェルズ・カービル広域都市圏 | 2,637,466           | サンアントニオ・ニューブローンフェルズ都市圏       | 2,558,143      | ウィルソン郡                 | 49,753    |
| サンアントニオ・ニューブローンフェルズ・カービル広域都市圏 | 2,637,466           | サンアントニオ・ニューブローンフェルズ都市圏       | 2,558,143      | アタスコサ郡                 | 48,981    |
| サンアントニオ・ニューブローンフェルズ・カービル広域都市圏 | 2,637,466           | サンアントニオ・ニューブローンフェルズ都市圏       | 2,558,143      | ケンドール郡                 | 44,279    |
| サンアントニオ・ニューブローンフェルズ・カービル広域都市圏 | 2,637,466           | サンアントニオ・ニューブローンフェルズ都市圏       | 2,558,143      | バンデラ郡                   | 20,851    |
| サンアントニオ・ニューブローンフェルズ・カービル広域都市圏 | 2,637,466           | カービル小都市圏                                   | 52,598         | カー郡                       | 52,598    |
| サンアントニオ・ニューブローンフェルズ・カービル広域都市圏 | 2,637,466           | フレデリックスバーグ小都市圏                       | 26,725         | ジルスピー郡                 | 26,725    |
|                                                            |                     | オースティン・ラウンドロック・ジョージタウン都市圏 | 2,283,371      | トラヴィス郡                 | 1,290,188 |
| ウィリアムソン郡                                           | 609,017             | オースティン・ラウンドロック・ジョージタウン都市圏 | 2,283,371      |                              |           |
| ヘイズ郡                                                   | 241,067             | オースティン・ラウンドロック・ジョージタウン都市圏 | 2,283,371      |                              |           |
| バストロップ郡                                             | 97,216              | オースティン・ラウンドロック・ジョージタウン都市圏 | 2,283,371      |                              |           |
| コールドウェル郡                                           | 45,883              | オースティン・ラウンドロック・ジョージタウン都市圏 | 2,283,371      |                              |           |
| マッカレン・エディンバーグ広域都市圏                       | 936,701             | マッカレン・エディンバーグ・ミッション都市圏       | 870,781        | ヒダルゴ郡                   | 870,781   |
| マッカレン・エディンバーグ広域都市圏                       | 936,701             | リオグランデシティ・ローマ小都市圏                 | 65,920         | スター郡                     | 65,920    |
| エルパソ・ラスクルーセス広域都市圏                         | 1,088,420 868,859   | エルパソ都市圏                                     | 868,859        | エルパソ郡                   | 865,657   |
| エルパソ・ラスクルーセス広域都市圏                         | 1,088,420 868,859   | エルパソ都市圏                                     | 868,859        | ハズペス郡                   | 3,202     |
| エルパソ・ラスクルーセス広域都市圏                         | 1,088,420 868,859   | ラスクルーセス都市圏                               | 219,561        | ニューメキシコ州ドニャアナ郡 | 219,561   |
| コーパスクリスティ・キングスビル・アリス広域都市圏         | 522,770             | コーパスクリスティ都市圏                           | 445,763        | ニュエセス郡                 | 353,178   |
| コーパスクリスティ・キングスビル・アリス広域都市圏         | 522,770             | コーパスクリスティ都市圏                           | 445,763        | サンパトリシオ郡             | 68,755    |
| コーパスクリスティ・キングスビル・アリス広域都市圏         | 522,770             | コーパスクリスティ都市圏                           | 445,763        | アランサス郡                 | 23,830    |
| コーパスクリスティ・キングスビル・アリス広域都市圏         | 522,770             | アリス小都市圏                                     | 45,967         | ジムウェルズ郡               | 38,891    |
| コーパスクリスティ・キングスビル・アリス広域都市圏         | 522,770             | アリス小都市圏                                     | 45,967         | ブルックス郡                 | 7,076     |
| コーパスクリスティ・キングスビル・アリス広域都市圏         | 522,770             | キングスビル小都市圏                               | 31,040         | クレバーグ郡                 | 31,040    |
|                                                            |                     | キリーン・テンプル都市圏                           | 475,367        | ベル郡                       | 370,647   |
| コリエル郡                                                 | 83,093              | キリーン・テンプル都市圏                           | 475,367        |                              |           |
| ランパサス郡                                               | 21,627              | キリーン・テンプル都市圏                           | 475,367        |                              |           |
| ブラウンズビル・ハーリンジェン・レイモンドビル広域都市圏   | 441,181             | ブラウンズビル・ハーリンジェン都市圏               | 421,017        | キャメロン郡                 | 421,017   |
| ブラウンズビル・ハーリンジェン・レイモンドビル広域都市圏   | 441,181             | レイモンドビル小都市圏                             | 20,164         | ウィラシー郡                 | 20,164    |
|                                                            |                     | ボーモント・ポートアーサー都市圏                   | 397,565        | ジェファーソン郡             | 256,526   |
| オレンジ郡                                                 | 84,808              | ボーモント・ポートアーサー都市圏                   | 397,565        |                              |           |
| ハーディン郡                                               | 56,231              | ボーモント・ポートアーサー都市圏                   | 397,565        |                              |           |
| ラボック・プレインビュー・レベランド広域都市圏             | 389,192             | ラボック都市圏                                     | 351,268        | ラボック郡                   | 310,639   |
| ラボック・プレインビュー・レベランド広域都市圏             | 389,192             | ラボック都市圏                                     | 351,268        | ホックリー郡                 | 21,537    |
| ラボック・プレインビュー・レベランド広域都市圏             | 389,192             | ラボック都市圏                                     | 351,268        | ガルザ郡                     | 5,816     |
| ラボック・プレインビュー・レベランド広域都市圏             | 389,192             | ラボック都市圏                                     | 351,268        | リン郡                       | 5,596     |
| ラボック・プレインビュー・レベランド広域都市圏             | 389,192             | ラボック都市圏                                     | 351,268        | クロスビー郡                 | 5,133     |
| ラボック・プレインビュー・レベランド広域都市圏             | 389,192             | ラボック都市圏                                     | 351,268        | コクラン郡                   | 2,547     |
| ラボック・プレインビュー・レベランド広域都市圏             | 389,192             | プレインビュー小都市圏                             | 37,924         | ヘイル郡                     | 32,522    |
| ラボック・プレインビュー・レベランド広域都市圏             | 389,192             | プレインビュー小都市圏                             | 37,924         | フロイド郡                   | 5,402     |
| ミッドランド・オデッサ広域都市圏                           | 359,001             | ミッドランド都市圏                                 | 175,220        | ミッドランド郡               | 169,983   |
| ミッドランド・オデッサ広域都市圏                           | 359,001             | ミッドランド都市圏                                 | 175,220        | マーティン郡                 | 5,237     |
| ミッドランド・オデッサ広域都市圏                           | 359,001             | オデッサ都市圏                                     | 165,171        | エクター郡                   | 165,171   |
| ミッドランド・オデッサ広域都市圏                           | 359,001             | アンドリューズ小都市圏                             | 18,610         | アンドリューズ郡             | 18,610    |
|                                                            |                     | ウェーコ都市圏                                     | 295,782        | マクレナン郡                 | 260,579   |
| ボスキー郡                                                 | 18,235              | ウェーコ都市圏                                     | 295,782        |                              |           |
| フォールズ郡                                               | 16,968              | ウェーコ都市圏                                     | 295,782        |                              |           |
| アマリロ・ボーガー広域都市圏                               | 289,308             | アマリロ都市圏                                     | 268,691        | ランドール郡                 | 140,753   |
| アマリロ・ボーガー広域都市圏                               | 289,308             | アマリロ都市圏                                     | 268,691        | ポッター郡                   | 118,525   |
| アマリロ・ボーガー広域都市圏                               | 289,308             | アマリロ都市圏                                     | 268,691        | カーソン郡                   | 5,807     |
| アマリロ・ボーガー広域都市圏                               | 289,308             | アマリロ都市圏                                     | 268,691        | アームストロング郡           | 1,848     |
| アマリロ・ボーガー広域都市圏                               | 289,308             | アマリロ都市圏                                     | 268,691        | オールダム郡                 | 1,758     |
| アマリロ・ボーガー広域都市圏                               | 289,308             | ボーガー小都市圏                                   | 20,617         | ハッチンソン郡               | 20,617    |
|                                                            |                     | ロングビュー都市圏                                 | 286,184        | グレッグ郡                   | 124,239   |
| ハリソン郡                                                 | 68,839              | ロングビュー都市圏                                 | 286,184        |                              |           |
| ラスク郡                                                   | 52,214              | ロングビュー都市圏                                 | 286,184        |                              |           |
| アップシャー郡                                             | 40,892              | ロングビュー都市圏                                 | 286,184        |                              |           |
| タイラー・ジャクソンビル広域都市圏                         | 283,891             | タイラー都市圏                                     | 233,479        | スミス郡                     | 233,479   |
| タイラー・ジャクソンビル広域都市圏                         | 283,891             | ジャクソンビル小都市圏                             | 50,412         | チェロキー郡                 | 50,412    |
|                                                            |                     | カレッジステーション・ブライアン都市圏             | 268,248        | ブラゾス郡                   | 233,849   |
| バールソン郡                                               | 17,642              | カレッジステーション・ブライアン都市圏             | 268,248        |                              |           |
| ロバートソン郡                                             | 16,757              | カレッジステーション・ブライアン都市圏             | 268,248        |                              |           |
|                                                            |                     | ラレド都市圏                                       | 267,114        | ウェブ郡                     | 267,114   |
| アビリーン・スウィートウォーター広域都市圏                 | 191,317             | アビリーン都市圏                                   | 176,579        | テイラー郡                   | 143,208   |
| アビリーン・スウィートウォーター広域都市圏                 | 191,317             | アビリーン都市圏                                   | 176,579        | ジョーンズ郡                 | 19,663    |
| アビリーン・スウィートウォーター広域都市圏                 | 191,317             | アビリーン都市圏                                   | 176,579        | キャラハン郡                 | 13,708    |
| アビリーン・スウィートウォーター広域都市圏                 | 191,317             | スウィートウォーター小都市圏                       | 14,738         | ノーラン郡                   | 14,738    |
|                                                            |                     | ウィチタフォールズ都市圏                           | 148,128        | ウィチタ郡                   | 129,350   |
| クレイ郡                                                   | 10,218              | ウィチタフォールズ都市圏                           | 148,128        |                              |           |
| アーチャー郡                                               | 8,560               | ウィチタフォールズ都市圏                           | 148,128        |                              |           |
|                                                            |                     | サンアンジェロ都市圏                               | 121,516        | トムグリーン郡               | 120,003   |
| イリオン郡                                                 | 1,513               | サンアンジェロ都市圏                               | 121,516        |                              |           |
| ビクトリア・ポートラバカ広域都市圏                         | 118,437             | ビクトリア都市圏                                   | 98,331         | ビクトリア郡                 | 91,319    |
| ビクトリア・ポートラバカ広域都市圏                         | 118,437             | ビクトリア都市圏                                   | 98,331         | ゴリアド郡                   | 7,012     |
| ビクトリア・ポートラバカ広域都市圏                         | 118,437             | ポートラバカ小都市圏                               | 20,106         | カルフーン郡                 | 20,106    |
|                                                            |                     | テキサーカナ都市圏                                 | 147,519 92,893 | ボウイ郡                     | 92,893    |
| アーカンソー州ミラー郡                                     | 42,600              | テキサーカナ都市圏                                 | 147,519 92,893 |                              |           |
| アーカンソー州リトルリバー郡                               | 12,026              | テキサーカナ都市圏                                 | 147,519 92,893 |                              |           |
|                                                            |                     | ラフキン小都市圏                                   | 86,395         | アンジェリーナ郡             | 86,395    |
|                                                            |                     | ナカドーチェス小都市圏                             | 64,653         | ナカドーチェス郡             | 64,653    |
|                                                            |                     | パリス小都市圏                                     | 61,675         | ラマー郡                     | 50,088    |
| レッドリバー郡                                             | 11,587              | パリス小都市圏                                     | 61,675         |                              |           |
|                                                            |                     | パレスティン小都市圏                               | 57,922         | アンダーソン郡               | 57,922    |
|                                                            |                     | イーグルパス都市圏                                 | 57,887         | マーベリック郡               | 57,887    |
|                                                            |                     | マウントプレザント小都市圏                         | 55,684         | タイタス郡                   | 31,247    |
| キャンプ郡                                                 | 12,464              | マウントプレザント小都市圏                         | 55,684         |                              |           |
| モリス郡                                                   | 11,973              | マウントプレザント小都市圏                         | 55,684         |                              |           |
|                                                            |                     | デルリオ小都市圏                                   | 47,586         | バルベルデ郡                 | 47,586    |
|                                                            |                     | スティーブンビル小都市圏                           | 42,545         | イーラス郡                   | 42,545    |
|                                                            |                     | ブラウンウッド小都市圏                             | 38,095         | ブラウン郡                   | 38,095    |
|                                                            |                     | ビッグスプリング小都市圏                           | 34,860         | ハワード郡                   | 34,860    |
|                                                            |                     | ビービル小都市圏                                   | 31,047         | ビー郡                       | 31,047    |
|                                                            |                     | ウバルデ小都市圏                                   | 24,564         | ウバルデ郡                   | 24,564    |
|                                                            |                     | パンパ小都市圏                                     | 22,054         | グレイ郡                     | 21,227    |
| ロバーツ郡                                                 | 827                 | パンパ小都市圏                                     | 22,054         |                              |           |
|                                                            |                     | デュマス小都市圏                                   | 21,358         | ムーア郡                     | 21,358    |
|                                                            |                     | ヒアフォード小都市圏                               | 18,583         | デフスミス郡                 | 18,583    |
|                                                            |                     | スナイダー小都市圏                                 | 16,932         | スカリー郡                   | 16,932    |
|                                                            |                     | ペイコス町小都市圏                                 | 14,748         | リーブス郡                   | 14,748    |
|                                                            |                     | ザパタ小都市圏                                     | 13,889         | ザパタ郡                     | 13,889    |
|                                                            |                     | バーノン小都市圏                                   | 12,887         | ウィルバーガー郡             | 12,887    |
| （設定無し）                                               | （設定無し）        | （設定無し）                                       | （設定無し）   | バンザント郡                 | 59,541    |
| （設定無し）                                               | （設定無し）        | （設定無し）                                       | （設定無し）   | ポーク郡                     | 50,123    |
| （設定無し）                                               | （設定無し）        | （設定無し）                                       | （設定無し）   | バーネット郡                 | 49,130    |
| （設定無し）                                               | （設定無し）        | （設定無し）                                       | （設定無し）   | ウッド郡                     | 44,843    |
| （設定無し）                                               | （設定無し）        | （設定無し）                                       | （設定無し）   | ヒル郡                       | 35,874    |
| （設定無し）                                               | （設定無し）        | （設定無し）                                       | （設定無し）   | ジャスパー郡                 | 32,980    |
| （設定無し）                                               | （設定無し）        | （設定無し）                                       | （設定無し）   | グライムズ郡                 | 29,268    |
| （設定無し）                                               | （設定無し）        | （設定無し）                                       | （設定無し）   | カス郡                       | 28,454    |
| （設定無し）                                               | （設定無し）        | （設定無し）                                       | （設定無し）   | ミラム郡                     | 24,754    |
| （設定無し）                                               | （設定無し）        | （設定無し）                                       | （設定無し）   | ファイエット郡               | 24,435    |
| （設定無し）                                               | （設定無し）        | （設定無し）                                       | （設定無し）   | シェルビー郡                 | 24,022    |
| （設定無し）                                               | （設定無し）        | （設定無し）                                       | （設定無し）   | パノラ郡                     | 22,491    |
| （設定無し）                                               | （設定無し）        | （設定無し）                                       | （設定無し）   | ライムストーン郡             | 22,146    |
| （設定無し）                                               | （設定無し）        | （設定無し）                                       | （設定無し）   | ヒューストン郡               | 22,066    |
| （設定無し）                                               | （設定無し）        | （設定無し）                                       | （設定無し）   | ゲインズ郡                   | 21,598    |
| （設定無し）                                               | （設定無し）        | （設定無し）                                       | （設定無し）   | リャノ郡                     | 21,243    |
| （設定無し）                                               | （設定無し）        | （設定無し）                                       | （設定無し）   | コロラド郡                   | 20,557    |
| （設定無し）                                               | （設定無し）        | （設定無し）                                       | （設定無し）   | ラバカ郡                     | 20,337    |
| （設定無し）                                               | （設定無し）        | （設定無し）                                       | （設定無し）   | モンタギュー郡               | 19,965    |
| （設定無し）                                               | （設定無し）        | （設定無し）                                       | （設定無し）   | デウィット郡                 | 19,824    |
| （設定無し）                                               | （設定無し）        | （設定無し）                                       | （設定無し）   | タイラー郡                   | 19,798    |
| （設定無し）                                               | （設定無し）        | （設定無し）                                       | （設定無し）   | ゴンザレス郡                 | 19,653    |
| （設定無し）                                               | （設定無し）        | （設定無し）                                       | （設定無し）   | フリーストーン郡             | 19,435    |
| （設定無し）                                               | （設定無し）        | （設定無し）                                       | （設定無し）   | フリオ郡                     | 18,385    |
| （設定無し）                                               | （設定無し）        | （設定無し）                                       | （設定無し）   | ヤング郡                     | 17,867    |
| （設定無し）                                               | （設定無し）        | （設定無し）                                       | （設定無し）   | イーストランド郡             | 17,725    |
| （設定無し）                                               | （設定無し）        | （設定無し）                                       | （設定無し）   | リー郡                       | 17,478    |
| （設定無し）                                               | （設定無し）        | （設定無し）                                       | （設定無し）   | レオン郡                     | 15,719    |
| （設定無し）                                               | （設定無し）        | （設定無し）                                       | （設定無し）   | ペコス郡                     | 15,193    |
| （設定無し）                                               | （設定無し）        | （設定無し）                                       | （設定無し）   | ジャクソン郡                 | 14,988    |
| （設定無し）                                               | （設定無し）        | （設定無し）                                       | （設定無し）   | カーンズ郡                   | 14,710    |
| （設定無し）                                               | （設定無し）        | （設定無し）                                       | （設定無し）   | トリニティ郡                 | 13,602    |
| （設定無し）                                               | （設定無し）        | （設定無し）                                       | （設定無し）   | コマンチ郡                   | 13,594    |
| （設定無し）                                               | （設定無し）        | （設定無し）                                       | （設定無し）   | マディソン郡                 | 13,455    |
| （設定無し）                                               | （設定無し）        | （設定無し）                                       | （設定無し）   | ラム郡                       | 13,045    |
| （設定無し）                                               | （設定無し）        | （設定無し）                                       | （設定無し）   | ドーソン郡                   | 12,456    |
| （設定無し）                                               | （設定無し）        | （設定無し）                                       | （設定無し）   | ニュートン郡                 | 12,217    |
| （設定無し）                                               | （設定無し）        | （設定無し）                                       | （設定無し）   | レインズ郡                   | 12,164    |
| （設定無し）                                               | （設定無し）        | （設定無し）                                       | （設定無し）   | テリー郡                     | 11,831    |
| （設定無し）                                               | （設定無し）        | （設定無し）                                       | （設定無し）   | ワード郡                     | 11,644    |
| （設定無し）                                               | （設定無し）        | （設定無し）                                       | （設定無し）   | ブランコ郡                   | 11,374    |
| （設定無し）                                               | （設定無し）        | （設定無し）                                       | （設定無し）   | ライブオーク郡               | 11,335    |
| （設定無し）                                               | （設定無し）        | （設定無し）                                       | （設定無し）   | フランクリン郡               | 10,359    |
| （設定無し）                                               | （設定無し）        | （設定無し）                                       | （設定無し）   | オチルツリー郡               | 10,015    |
| （設定無し）                                               | （設定無し）        | （設定無し）                                       | （設定無し）   | ラネルズ郡                   | 9,900     |
| （設定無し）                                               | （設定無し）        | （設定無し）                                       | （設定無し）   | サビーン郡                   | 9,894     |
| （設定無し）                                               | （設定無し）        | （設定無し）                                       | （設定無し）   | パーマー郡                   | 9,869     |
| （設定無し）                                               | （設定無し）        | （設定無し）                                       | （設定無し）   | デュバル郡                   | 9,831     |
| （設定無し）                                               | （設定無し）        | （設定無し）                                       | （設定無し）   | マリオン郡                   | 9,725     |
| （設定無し）                                               | （設定無し）        | （設定無し）                                       | （設定無し）   | ザバラ郡                     | 9,670     |
| （設定無し）                                               | （設定無し）        | （設定無し）                                       | （設定無し）   | ブリュースター郡             | 9,546     |
| （設定無し）                                               | （設定無し）        | （設定無し）                                       | （設定無し）   | サマーヴェル郡               | 9,205     |
| （設定無し）                                               | （設定無し）        | （設定無し）                                       | （設定無し）   | スティーブンズ郡             | 9,101     |
| （設定無し）                                               | （設定無し）        | （設定無し）                                       | （設定無し）   | ミッチェル郡                 | 8,990     |
| （設定無し）                                               | （設定無し）        | （設定無し）                                       | （設定無し）   | ディミット郡                 | 8,615     |
| （設定無し）                                               | （設定無し）        | （設定無し）                                       | （設定無し）   | ジャック郡                   | 8,472     |
| （設定無し）                                               | （設定無し）        | （設定無し）                                       | （設定無し）   | ハミルトン郡                 | 8,222     |
| （設定無し）                                               | （設定無し）        | （設定無し）                                       | （設定無し）   | サンオーガスティン郡         | 7,918     |
| （設定無し）                                               | （設定無し）        | （設定無し）                                       | （設定無し）   | ウィンクラー郡               | 7,791     |
| （設定無し）                                               | （設定無し）        | （設定無し）                                       | （設定無し）   | ヨーカム郡                   | 7,694     |
| （設定無し）                                               | （設定無し）        | （設定無し）                                       | （設定無し）   | コールマン郡                 | 7,684     |
| （設定無し）                                               | （設定無し）        | （設定無し）                                       | （設定無し）   | マカロック郡                 | 7,630     |
| （設定無し）                                               | （設定無し）        | （設定無し）                                       | （設定無し）   | カストロ郡                   | 7,371     |
| （設定無し）                                               | （設定無し）        | （設定無し）                                       | （設定無し）   | ダラム郡                     | 7,115     |
| （設定無し）                                               | （設定無し）        | （設定無し）                                       | （設定無し）   | スウィッシャー郡             | 6,971     |
| （設定無し）                                               | （設定無し）        | （設定無し）                                       | （設定無し）   | ベイリー郡                   | 6,904     |
| （設定無し）                                               | （設定無し）        | （設定無し）                                       | （設定無し）   | レフュリオ郡                 | 6,741     |
| （設定無し）                                               | （設定無し）        | （設定無し）                                       | （設定無し）   | チルドレス郡                 | 6,664     |
| （設定無し）                                               | （設定無し）        | （設定無し）                                       | （設定無し）   | ラサール郡                   | 6,664     |
| （設定無し）                                               | （設定無し）        | （設定無し）                                       | （設定無し）   | プレシディオ郡               | 6,131     |
| （設定無し）                                               | （設定無し）        | （設定無し）                                       | （設定無し）   | サンサバ郡                   | 5,730     |
| （設定無し）                                               | （設定無し）        | （設定無し）                                       | （設定無し）   | ハスケル郡                   | 5,416     |
| （設定無し）                                               | （設定無し）        | （設定無し）                                       | （設定無し）   | ハートリー郡                 | 5,382     |
| （設定無し）                                               | （設定無し）        | （設定無し）                                       | （設定無し）   | ハンスフォード郡             | 5,285     |
| （設定無し）                                               | （設定無し）        | （設定無し）                                       | （設定無し）   | デルタ郡                     | 5,230     |
| （設定無し）                                               | （設定無し）        | （設定無し）                                       | （設定無し）   | ウィーラー郡                 | 4,990     |
| （設定無し）                                               | （設定無し）        | （設定無し）                                       | （設定無し）   | ジムホッグ郡                 | 4,838     |
| （設定無し）                                               | （設定無し）        | （設定無し）                                       | （設定無し）   | クレーン郡                   | 4,675     |
| （設定無し）                                               | （設定無し）        | （設定無し）                                       | （設定無し）   | ミルズ郡                     | 4,456     |
| （設定無し）                                               | （設定無し）        | （設定無し）                                       | （設定無し）   | キンブル郡                   | 4,286     |
| （設定無し）                                               | （設定無し）        | （設定無し）                                       | （設定無し）   | メーソン郡                   | 3,953     |
| （設定無し）                                               | （設定無し）        | （設定無し）                                       | （設定無し）   | フィッシャー郡               | 3,672     |
| （設定無し）                                               | （設定無し）        | （設定無し）                                       | （設定無し）   | ハードマン郡                 | 3,549     |
| （設定無し）                                               | （設定無し）        | （設定無し）                                       | （設定無し）   | ベイラー郡                   | 3,465     |
| （設定無し）                                               | （設定無し）        | （設定無し）                                       | （設定無し）   | リーガン郡                   | 3,385     |
| （設定無し）                                               | （設定無し）        | （設定無し）                                       | （設定無し）   | ヘンフィル郡                 | 3,382     |
| （設定無し）                                               | （設定無し）        | （設定無し）                                       | （設定無し）   | サットン郡                   | 3,372     |
| （設定無し）                                               | （設定無し）        | （設定無し）                                       | （設定無し）   | ノックス郡                   | 3,353     |
| （設定無し）                                               | （設定無し）        | （設定無し）                                       | （設定無し）   | アプトン郡                   | 3,308     |
| （設定無し）                                               | （設定無し）        | （設定無し）                                       | （設定無し）   | コンチョ郡                   | 3,303     |
| （設定無し）                                               | （設定無し）        | （設定無し）                                       | （設定無し）   | コーク郡                     | 3,285     |
| （設定無し）                                               | （設定無し）        | （設定無し）                                       | （設定無し）   | ドンリー郡                   | 3,258     |
| （設定無し）                                               | （設定無し）        | （設定無し）                                       | （設定無し）   | キニー郡                     | 3,129     |
| （設定無し）                                               | （設定無し）        | （設定無し）                                       | （設定無し）   | シャックルフォード郡         | 3,105     |
| （設定無し）                                               | （設定無し）        | （設定無し）                                       | （設定無し）   | クロケット郡                 | 3,098     |
| （設定無し）                                               | （設定無し）        | （設定無し）                                       | （設定無し）   | リップスコム郡               | 3,059     |
| （設定無し）                                               | （設定無し）        | （設定無し）                                       | （設定無し）   | ホール郡                     | 2,825     |
| （設定無し）                                               | （設定無し）        | （設定無し）                                       | （設定無し）   | シャーマン郡                 | 2,782     |
| （設定無し）                                               | （設定無し）        | （設定無し）                                       | （設定無し）   | リアル郡                     | 2,758     |
| （設定無し）                                               | （設定無し）        | （設定無し）                                       | （設定無し）   | コリングズワース郡           | 2,652     |
| （設定無し）                                               | （設定無し）        | （設定無し）                                       | （設定無し）   | シュライヒャー郡             | 2,451     |
| （設定無し）                                               | （設定無し）        | （設定無し）                                       | （設定無し）   | カルバーソン郡               | 2,188     |
| （設定無し）                                               | （設定無し）        | （設定無し）                                       | （設定無し）   | ジェフデイビス郡             | 1,996     |
| （設定無し）                                               | （設定無し）        | （設定無し）                                       | （設定無し）   | メナード郡                   | 1,962     |
| （設定無し）                                               | （設定無し）        | （設定無し）                                       | （設定無し）   | ディケンズ郡                 | 1,770     |
| （設定無し）                                               | （設定無し）        | （設定無し）                                       | （設定無し）   | スロックモートン郡           | 1,440     |
| （設定無し）                                               | （設定無し）        | （設定無し）                                       | （設定無し）   | ブリスコ郡                   | 1,435     |
| （設定無し）                                               | （設定無し）        | （設定無し）                                       | （設定無し）   | エドワーズ郡                 | 1,422     |
| （設定無し）                                               | （設定無し）        | （設定無し）                                       | （設定無し）   | コットル郡                   | 1,380     |
| （設定無し）                                               | （設定無し）        | （設定無し）                                       | （設定無し）   | スターリング郡               | 1,372     |
| （設定無し）                                               | （設定無し）        | （設定無し）                                       | （設定無し）   | ストーンウォール郡           | 1,245     |
| （設定無し）                                               | （設定無し）        | （設定無し）                                       | （設定無し）   | グラスコック郡               | 1,116     |
| （設定無し）                                               | （設定無し）        | （設定無し）                                       | （設定無し）   | フォード郡                   | 1,095     |
| （設定無し）                                               | （設定無し）        | （設定無し）                                       | （設定無し）   | モトリー郡                   | 1,063     |
| （設定無し）                                               | （設定無し）        | （設定無し）                                       | （設定無し）   | テレル郡                     | 760       |
| （設定無し）                                               | （設定無し）        | （設定無し）                                       | （設定無し）   | ケント郡                     | 753       |
| （設定無し）                                               | （設定無し）        | （設定無し）                                       | （設定無し）   | ボーデン郡                   | 631       |
| （設定無し）                                               | （設定無し）        | （設定無し）                                       | （設定無し）   | マクマレン郡                 | 600       |
| （設定無し）                                               | （設定無し）        | （設定無し）                                       | （設定無し）   | ケネディ郡                   | 350       |
| （設定無し）                                               | （設定無し）        | （設定無し）                                       | （設定無し）   | キング郡                     | 265       |
| （設定無し）                                               | （設定無し）        | （設定無し）                                       | （設定無し）   | ラヴィング郡                 | 64        |

## 註
1. ↑  QuickFacts. U.S. Census Bureau. 2020年.
2. ↑  OMB Bulletin No. 23-01, Revised Delineations of Metropolitan Statistical Areas, Micropolitan Statistical Areas, and Combined Statistical Areas, and Guidance on Uses of the Delineations of These Areas. Office of Management and Budget. 2023年7月21日.